# Ягудки (альбом)
Ягудки — другий студійний альбом українського гурту «ДахаБраха».

## Список композицій
1. Шо з-под дуба
2. Русалочки
3. Пані
4. За дуби
5. Ой у Києві
6. На добраніч
7. Африка
8. Козак
9. Весна чилі
10. Ягудки
11. Діброва